# Розмовний штучний інтелект
Розмо́вний шту́чний інтеле́кт — тип системи штучного інтелекту (ШІ), що дає змогу розуміти людську мову та надавати відповіді природною людською мовою для ведення діалогів. Розмовний ШІ зазвичай використовується у великих мовних моделях.
Розмовний штучний інтелект являє собою просунуту форму штучного інтелекту, яка дає змогу ШІ імітувати природну людську мову. ШІ аналізує запити в усній або текстовій формі, обробляє та надає відповіді в тій самій формі. Розмовний ШІ здатний розуміти контекст і вести унікальні діалоги, адаптуючись до дій користувача та навчаючись із плином часу.

## Моделі розмовного штучного інтелекту
- СhatGPT — чат-бот зі штучним інтелектом від OpenAI, що вміє розуміти та обробляти відповіді в усній або текстовій формі.[3]
- Claude - чат-бот зі штучним інтелектом від Anthropic, який також вміє розуміти і обробляти відповіді в мовній або текстовій формі, може видавати більш довгі відповіді.[4]
- Grok — чат-бот зі штучним інтелектом від X.ai, який також вміє краще розуміти та обробляти відповіді у текстовій формі, нещодавно отримав можливість розуміти та обробляти відповіді у мовній формі.[5][6]
- LaMDA - сімейство розмовних мовних моделей, розроблені Google..[7]

## Історія
Програма ELIZA була розроблена в 1966 році Джозефом Вайценбаумом у Массачусетському технологічному інституті. Вона була створена для імітації роджеріанського терапевта й використовувала методологію зіставлення шаблонів та підстановки для стимулювання розмови.
У 1972 році Кеннет Колбі представив PARRY — чат-бот, що імітував модель мислення пацієнта із шизофренією. Ця програма демонструвала використання обробки природної мови в психіатрії.. 

### Розвиток голосових технологій
Водночас розвивалися технології розпізнавання та синтезу мовлення. Перші досліди почалися ще у 1779 році з механічного синтезатора мовлення Христіана Кратценштейна. У 1952 році машина Audrey від Bell Laboratories могла розпізнавати вимовлені цифри від 0 до 9. У 1962 році компанія IBM представила Shoebox — експериментальну машину, яка могла розпізнавати 16 слів та була здатна виконувати прості арифметичні операції.

### Сучасний етап
На початку 1980-х і 1990-х років з'явилися досконаліші текстові чат-боти. Значний прорив відбувся з розвитком інтернету та мобільних технологій. Першим масовим проривом стало поширення кнопкового інтерфейсу ботів у месенджері Telegram. Другим проривом стали системи перетворення голосу на текст, відомі як speech-to-text, а третім — впровадження штучного інтелекту, що зробило ботів більш «людяними». 

## Технічні засади

### Обробка природної мови (NLP)
NLP (обробка природної мови) — це ключова технологія розмовного ШІ, що дає змогу системам розуміти й інтерпретувати людську мову. Вона охоплює кілька етапів:  
- Токенізація — розділення тексту на слова або фрази.
- Аналіз синтаксису — розуміння граматичної структури речення.
- Розпізнавання сутностей — виділення іменованих об'єктів (імена, дати, географічні назви).
- Визначення намірів — виявлення основної мети запиту.

### Розуміння природної мови (NLU)
NLU (розуміння природної мови) — це підрозділ NLP, що відповідає за семантичний аналіз. На відміну від синтаксичного аналізу, NLU використовує комп'ютерні алгоритми, щоб зрозуміти значення слів у їхньому природному контексті.. 